# 內米林齊 (赫米利尼克區)
49°38′43″N 28°34′47″E / 49.64528°N 28.57972°E
內米林齊（羅馬化：Nemyryntsi）是烏克蘭的村落，位於該國西南部文尼察州，由赫米利尼克區負責管轄，始建於1640年，面積10.46平方公里，海拔高度296米，2001年人口237，人口密度每平方公里22.65人。